# Final Four Euroliga 1997
La Final Four Roma 1997 corresponde al Final Four o etapas semifinales y finales del campeonato de baloncesto de Europa, que en su edición del año 1997 se realizó en Roma, Italia.

## Resultados
- PalaLottomatica, Roma  - 22 y 24 de abril de 1997

|  | Semifinales         | Semifinales         |    |                   | Final               | Final               |  |
|  | 22 de abril de 1997 | 22 de abril de 1997 |    |                   | 24 de abril de 1997 | 24 de abril de 1997 |  |
|  |                     |                     |    |                   |                     |                     |  |
|  |                     |                     |    |                   |                     |                     |  |
|  | Olimpiakos BC       | 74                  |    |                   |                     |                     |  |
|  | Olimpia Liubliana   | 65                  |    |                   |                     |                     |  |
|  |                     |                     |    |                   |                     |                     |  |
|  |                     |                     |    |                   |                     |                     |  |
|  |                     |                     |    |                   | Olimpiakos BC       | 73                  |  |
|  |                     | FC Barcelona        | 58 |                   |                     |                     |  |
|  |                     |                     |    |                   |                     |                     |  |
|  |                     |                     |    |                   |                     |                     |  |
|  |                     |                     |    |                   | Tercer lugar        |                     |  |
|  |                     |                     |    |                   |                     |                     |  |
|  | FC Barcelona        | 77                  |    | Olimpia Liubliana | 86                  |                     |  |
|  | ASVEL Villeurbanne  | 70                  |    |                   | ASVEL Villeurbanne  | 79                  |  |

## Semifinales

### Smelt Olimpija – Olympiacos
| 22 de abril | Smelt Olimpija                                          | 65–74                              | Olympiacos                                         | |  |
| 18:30       | Marcador por tiempos: 32–37, 33–37                      | Marcador por tiempos: 32–37, 33–37 | Marcador por tiempos: 32–37, 33–37                 | |  |
|             | Estadísticas Stepania 12 Stepania 10 cuatro jugadores 2 | Reporte Pts Reb Asts               | Estadísticas Rivers 28 Tarlać 13 Rivers, Sigalas 4 | Pabellón: Palaeur, Roma Asistencia: 11,700 espectadores Árbitros: Carl Jungebrand (FIN), Gennaro Colucci (ITA) |  |

### FC Barcelona Banca Catalana – ASVEL
| 22 de abril | FC Barcelona Banca Catalana                      | 77–70                              | ASVEL                                        | |  |
| 20:30       | Marcador por tiempos: 38–36, 39–34               | Marcador por tiempos: 38–36, 39–34 | Marcador por tiempos: 38–36, 39–34           | |  |
|             | Estadísticas Djordjević 17 Rivas 12 Djordjević 5 | Reporte Pts Reb Asts               | Estadísticas Howard, Rudd 20 Howard 6 Rudd 6 | Pabellón: Palaeur, Roma Asistencia: 11,700 espectadores Árbitros: Mikhail Davydov (RUS), Romualdas Brazauskas (LTU) |  |

## Tercer y cuarto puesto
| 24 de abril | Smelt Olimpija                              | 86–79                              | ASVEL                                         | |  |
| 18:30       | Marcador por tiempos: 54–35, 32–44          | Marcador por tiempos: 54–35, 32–44 | Marcador por tiempos: 54–35, 32–44            | |  |
|             | Estadísticas Milič 17 Jurković 8 McDonald 5 | Reporte Pts Reb Asts               | Estadísticas Digbeu 22 Howard, Nebot 6 Rudd 5 | Pabellón: Palaeur, Roma Asistencia: 12,500 espectadores Árbitros: Gennaro Colucci (ITA), Mikhail Davydov (RUS) |  |

## Final
| April 24 | Olympiacos                                | 73–58                              | FC Barcelona Banca Catalana                    | |  |
| 20:30    | Marcador por tiempos: 31–29, 42–29        | Marcador por tiempos: 31–29, 42–29 | Marcador por tiempos: 31–29, 42–29             | |  |
|          | Estadísticas Rivers 26 Tarlać 14 Rivers 3 | Reporte Pts Reb Asts               | Estadísticas Jiménez 16 Jiménez 9 Djordjević 7 | Pabellón: Palaeur, Roma Asistencia: 12,500 espectadores Árbitros: Carl Jungebrand (FIN), Romualdas Brazauskas (LTU) |  |

## Estadísticas
|                                  | Min | Pts | 2p    | 3p   | 1p    | Rdf | Rof | As | FP |
| -------------------------------- | --- | --- | ----- | ---- | ----- | --- | --- | -- | -- |
| David Rivers                     | 39  | 26  | 6/9   | 1/3  | 11/14 | 5   | 1   | 3  | 3  |
| Giorgos Sigalas                  | 27  | 7   | 0/2   | 2/6  | 1/2   | 3   | 1   | 2  | 4  |
| Franko Nakić                     | 13  |     | 0/3   | 0/1  |       | 2   |     |    | 2  |
| Dragan Tarlać                    | 35  | 11  | 1/8   |      | 9/14  | 6   | 8   | 1  | 3  |
| Panagiotis Fassoulas             | 31  | 6   | 2/5   |      | 2/3   | 2   | 2   | 1  | 5  |
| Efthimis Bakatsias               | 2   | 1   |       |      | 1/2   |     |     |    |    |
| Dimitris Papanikolaou            | 12  | 11  | 3/6   | 1/2  | 2/4   | 2   | 2   |    | 1  |
| Nasos Galakteros                 | 1   |     |       | 0/1  |       |     |     |    |    |
| Milan Tomić                      | 31  | 9   | 2/2   | 1/3  | 2/2   | 4   |     | 1  | 1  |
| Christian Welp                   | 9   | 2   | 1/3   |      |       |     | 1   | 1  | 2  |
| Olimpìakos BC                    |     | 73  | 15/38 | 5/16 | 28/41 | 24  | 15  | 9  | 21 |
| Entrenador : Dušan Ivković       |     |     |       |      |       |     |     |    |    |
| Aleksandar Đorđević              | 32  | 6   | 2/9   | 0/2  | 2/2   | 4   |     | 7  | 3  |
| Xavi Fernández                   | 14  |     | 0/1   |      |       | 1   |     |    | 1  |
| Artūras Karnišovas               | 30  | 14  | 1/3   | 3/4  | 3/3   | 3   | 1   |    | 2  |
| Andrés Jiménez                   | 30  | 16  | 7/9   | 0/1  | 2/4   | 5   | 4   | 2  | 4  |
| Ramón Rivas                      | 16  | 6   | 3/4   |      |       | 3   | 1   | 1  | 5  |
| Rafael Jofresa                   | 17  | 9   | 3/5   | 1/3  | 0/1   | 1   | 1   | 1  | 2  |
| Bosch                            | 5   |     |       |      |       | 2   |     |    |    |
| Roger Esteller                   | 23  | 3   | 0/3   | 1/3  | 0/2   |     |     | 1  | 4  |
| Quique Andreu                    | 17  | 2   | 1/4   |      |       |     |     |    | 5  |
| Roberto Dueñas                   | 16  | 2   | 1/3   |      | 0/2   |     |     |    | 5  |
| FC Barcelona                     |     | 58  | 18/42 | 5/14 | 7/14  | 19  | 7   | 12 | 31 |
| Entrenador : Aito García Reneses |     |     |       |      |       |     |     |    |    |